# Aleksandr Sidielnikow
Aleksandr Nikołajewicz Sidielnikow (ros. Александр Николаевич Сидельников; ur. 12 sierpnia 1950 w Sołniecznogorsku, zm. 23 czerwca 2003 w Chołmogorach) – radziecki hokeista grający na pozycji bramkarza. Zasłużony Mistrz Sportu ZSRR w hokeju na lodzie od 1976.

## Lata młodości
Sidielnikow zaczął uprawiać hokej w wieku 11 lat, gdy zapisał się do sekcji hokejowej klubu Krylja Sowietow, w którym początkowo grał na pozycji napastnika. Jego trenerem był wówczas Jewgienij Kazienow. Gdy miał 17 lat, pod wpływem Alfreda Kuczewskiego, został przesunięty na pozycję bramkarza.

## Kariera klubowa
Trzy lata po rozpoczęciu gry na nowej pozycji, Sidielnikow został podstawowym bramkarzem swojego klubu. Do końca kariery w 1984 roku nie zagrał w żadnym innym zespole. Wraz z Krylją wywalczył mistrzostwo i puchar ZSRR w 1974, Puchar Europy oraz wicemistrzostwo kraju w 1975, a także brązowy medal mistrzostw ZSRR w 1973 i 1978. Łącznie rozegrał 426 meczów w lidze ZSRR. W 1975 doznał zerwania więzadeł krzyżowych w obu nogach, jednakże wrócił do gry, mimo iż dawano mu na to małe szanse.

## Kariera reprezentacyjna
W 1972 został włączony do kadry narodowej. Wraz z reprezentacją dwukrotnie został mistrzem świata: w 1973 i 1974, wicemistrzem świata w 1976 i brązowym medalistą MŚ 1977. Dwukrotnie wywalczył również mistrzostwo Europy: w 1973 i 1974 oraz zdobył brązowy medal ME w 1976 i 1977. Wraz z kadrą został także mistrzem olimpijskim w 1976. W 1972 wygrał również uniwersjadę. Łącznie w latach 1972–1977 rozegrał 34 spotkania w reprezentacji ZSRR.

## Losy po zakończeniu kariery
Po zakończeniu kariery został trenerem juniorów w Krylji Sowietow. Następnie pracował w HK MGU, początkowo jako trener, a później jako kierownik zespołu. Zmarł 23 czerwca 2003 w Chołmogorach z powodu ostrej niewydolności serca. Został pochowany na Cmentarzu Trojekurowskim w Moskwie.
W lutym 2014 został wpisany do nowo otwartej Rosyjskiej Galerii Hokejowej Sławy.